# Intellipedia
Intellipedia (mot-valise inspiré de Wikipédia, formé à partir de l'anglais intelligence, « renseignement » et encyclopedia, « encyclopédie ») est un wiki de la communauté du renseignement des États-Unis.

## Historique
Intellipedia est lancé fin 2005. En octobre 2006, Intellipedia comprend 28 000 articles et 3 600 utilisateurs. En avril 2009, il compte environ 900 000 pages éditées par 100 000 utilisateurs, avec 5 000 pages éditées par jour.
En 2014, le site comptait 255.402 utilisateurs enregistrés et 113.379 articles pour 290 millions de pages vues et 6,2 millions de modifications.

## Description
Intellipedia fonctionne sur le Joint Worldwide Intelligence Communications System, le réseau confidentiel qui connecte les 17 institutions formant cette communauté.
Projet similaire à l'encyclopédie en ligne Wikipédia dans son fonctionnement informatique — les deux utilisent le logiciel MediaWiki —, il s'inspire ouvertement de celle-ci. Il n'est toutefois accessible au public ni en écriture ni en lecture (son contenu est partiellement classifié). Il faut être connecté au VPN de son agence ou insérer une carte informatique dans le lecteur de son poste de travail pour s'identifier et accéder au contenu du site. L'hébergement et les fonctions de recherche sont assurés par Google.
Visuellement, la seule différence avec Wikipédia est la barre colorée en haut de chaque article qui indique le niveau de classification de l'article. D'autres différences incluent le fait que les modifications anonymes ne sont pas autorisées, que Intellipedia encourage l'exposition des points de vue et les interprétations du moment qu'elles sont associées à l'agence qui en est l'auteur.
Pour des raisons de sécurité, le site est divisé en trois wikis distincts : celui pour les informations déclassifiées, un pour les informations secrètes, et un pour les informations top secrètes.
Le projet est dirigé par le directeur du renseignement national.

## Buts

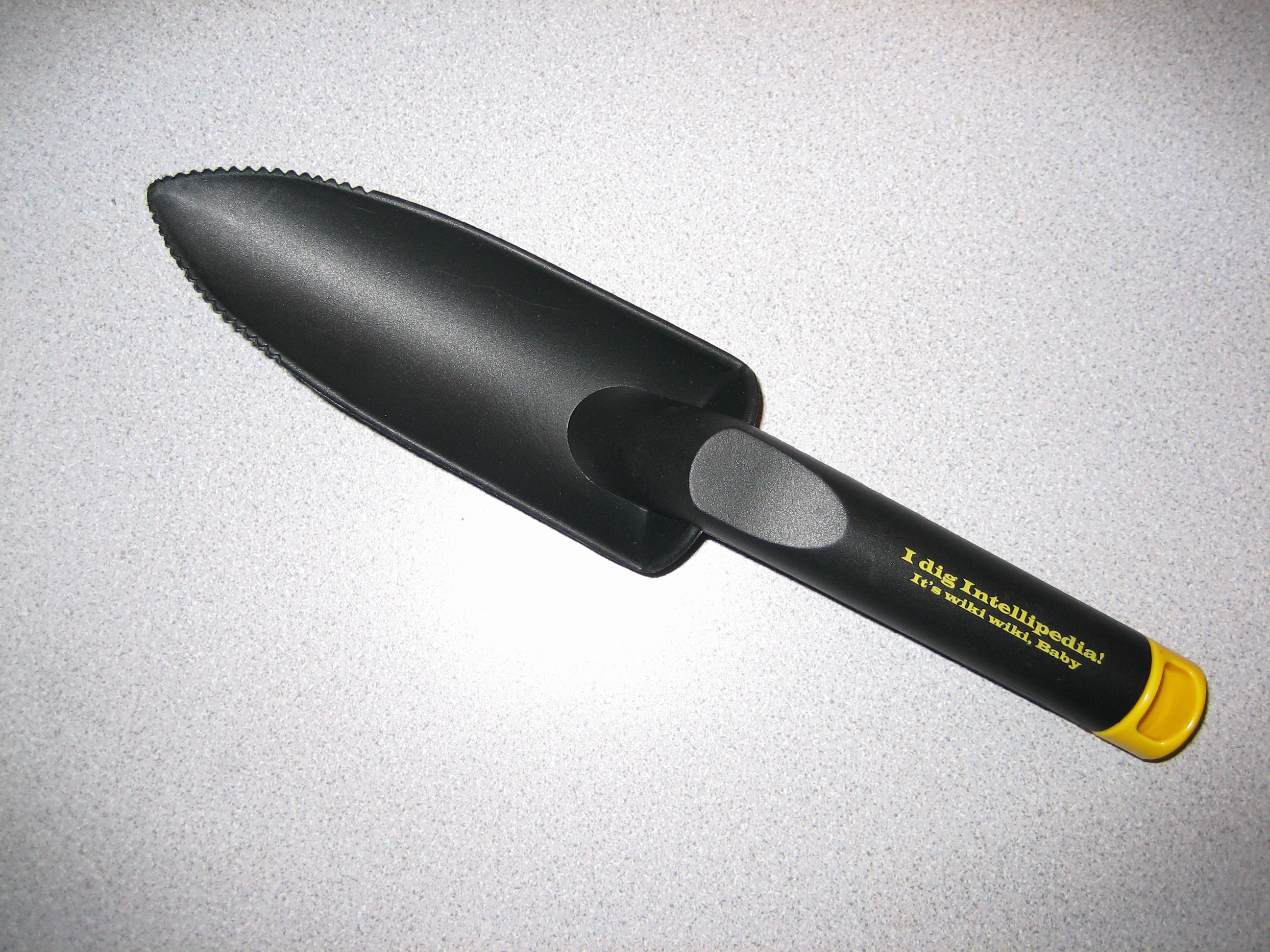
Pelle portant sur son manche le slogan « J'adore Intellipedia ! C'est wiki wiki [rapide, informel en hawaïen et nom d'un système de site web facilitant la modification en ligne], Baby. »

Le but du réseau est de mettre en commun les informations concernant les domaines d'investigation des différents services, avec une base importante de lecteurs et de rédacteurs pour les vérifier, un historique afin d'identifier l'origine des différentes contributions et une modification en ligne pour une mise à jour en temps réel des informations,. Le projet vient en complément de blogs (sites à rédacteur unique) internes à la CIA et généralise un wiki qui était mis à disposition de certains services.
Ses fonctions incluent : prise de notes, débats et échanges d'idées, diffusion d'informations, mise à disposition de documents en préparation et publication de documents finalisés.
L'une des motivations est d'éviter les erreurs de renseignement lourdes, notamment celle ayant servi de casus belli en 2002–2003 pour la guerre en Irak : l'exécutif des États-Unis avait conclu à la possession par Saddam Hussein d'armes de destruction massive. Un autre objectif est de répondre efficacement à la « contraction » du temps de prise de décisions, notamment lors de conflits : D. Calvin Andrus du Centre for Mission Information décrit l'évolution historique du temps de réponse depuis la guerre de 1812, avec des temps de l'ordre du mois, jusqu'à la dernière guerre en Irak où les décisions se prennent en quelques minutes.
Intellipedia est notamment employé pour combattre le terrorisme, la grippe aviaire H5N1 et la grippe porcine H1N1.

## Critiques
Toutefois, la nature relativement ouverte du système est un objet d'inquiétude quant à la sécurité de la confidentialité des informations,. Le directeur technique de la communauté du renseignement indique ainsi « Nous prenons des risques.  Le risque existe que cela apparaisse dans les médias, qu'il y ait des fuites. »  
Par ailleurs, la technologie utilisée doit être accompagnée d'un changement des mentalités et des pratiques des différents services : le wiki ne peut fonctionner que si la communauté du renseignement accepte de partager et d'enregistrer les informations dont elle dispose.
Enfin, d'après le Washington Post, les autorités formulent au sujet d'Intellipedia les critiques classiques partagées par les sites wiki : l'inégale compétence des membres de la communauté du renseignement, la possibilité d'une politisation de l'information et la vulnérabilité à des utilisateurs mal intentionnés ou à des hackers. Le journal relève également l'absence d'information sur le processus interne de modération.

## Communauté
Intellipedia encourage les contributions de l’Intelligence Community, en particulier les tâches de « jardinage », à savoir la correction et mise à jour d'articles existants. Ainsi, les contributeurs les plus zélés sont récompensés d'une Intellipedia shovel (« pelle Intellipedia »). Sur le manche de l'outil est inscrite la devise « I dig in Intellipedia! It's wiki wiki, baby. » (« Je creuse Intellipedia ! C'est wiki wiki, baby. »).  Wiki wiki signifie « rapide, informel » en hawaïen, mais désigne aussi le mode de fonctionnement informatique du site wiki et dig (littéralement « creuser »). Une image de la pelle peut être placée sur la page d'un contributeur pour le remercier de son travail, une pratique qui s'inspire du barnstar employé sur d'autres sites de travail en collaboration comme Wikipédia.
Intellipedia devrait aussi être disponible aux alliés proches des États-Unis : Canada, Royaume-Uni et Australie.